# ESPN National Hockey Night (jeu vidéo, 1994)
 (mars 2020).
Si vous disposez d'ouvrages ou d'articles de référence ou si vous connaissez des sites web de qualité traitant du thème abordé ici, merci de compléter l'article en donnant les références utiles à sa vérifiabilité et en les liant à la section « Notes et références ».
ESPN National Hockey Night est un jeu vidéo de hockey sur glace sorti en 1994 sur PC, Mega-CD, Mega Drive et Super Nintendo. Le jeu a été développé par Stormfront Studios et édité par Sony Imagesoft.